# Colle di Meraillet
Il Colle di Meraillet (in francese Col de Méraillet, 1.605 m s.l.m.) è un valico alpino che si trova in Francia nel dipartimento della Savoia. Si trova nei pressi del lago di Roselend.
Dal punto di vista orografico si trova nelle Alpi del Beaufortain, sottosezione alpina delle Alpi Graie.